# Lizabeth Scott
Lizabeth Virginia Scottová rodným jménem Emma Matzo (29. září 1922 Scranton – 31. ledna 2015 Los Angeles) byla americká herečka, zpěvačka a modelka.

## Život

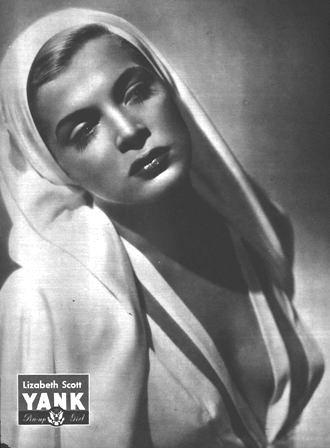
Lizabeth Scott na obálce časopisu Yank (1945)

### Mládí a začátek kariéry
Narodila se 29. září 1922 ve městě Scranton ve státě Pensylvánie jako nejstarší ze šesti dětí Johna Matze a Mary Penyakové. Její otec byl zapřisáhlý republikán a majitel obchodu s potravinami ve čtvrti Pine Brook, který svou dceru i její pozdější politické názory velmi ovlivnil. Základního vzdělání se jí dostalo na katolické dívčí škole Marywood Seminary odkud poté nastoupila na Scranton's Central High School, kde se také poprvé setkala s herectvím. Po absolvování si během léta 1938 našla práci nejprve v divadle Mae Desmond Players, a brzy poté i v divadle Barter Theatre. Na podzim nakonec nastoupila na vysokou školu Marywood University, ale po šesti měsících studium ukončila.
V roce 1939, ve svých 17 letech, se odstěhovala do New Yorku, kde si brzy našla práci jako modelka pro agenturu Walter Thornton Model Agency. Velká příležitost stát se herečkou se jí naskytla na konci roku 1940, kdy se rozhodla zúčastnit se konkurzu pro revue Hellzapoppin. Dva slavní komici (Ole Olsen a Chic Johnson) z Broadwaye si ji vybrali a spolu s Billym Housem a Eddiem Garrem se 3. listopadu 1940 vydala na 18měsíční turné napříč celými Spojenými státy. Zde také začala poprvé vystupoval pod svým uměleckým jménem „Elizabeth Scott“, odkud později vypustila „E“.
Po návratu do New Yorku v roce 1942 získala roli Sadie Thompsonové ve hře Rain v Off-Broadwayském divadle, kde ji ve své první hlavní roli zahlédl také broadwayský producent Michael Myerberg. Lizabeth na něj zapůsobila a Myerberg jí nabídl práci zástupkyně Tallulah Bankheadové ve hře The Skin of Our Teeth. Přestože proti tomu Bankheadová velmi protestovala, Lizabeth nabídku přijala a během několika následných stávek ji nakonec postupně nahradila. Toto soupeření mezi oběma herečkami nakonec vedlo herečku a spisovatelku Mary Orrovou i k napsání povídky The Wisdom of Eve (1946), která nakonec posloužila jako předloha k oscarovému filmu Vše o Evě z roku 1950.
Po odchodu Tallulah Bankheadové byla však i Lizabeth brzy nahrazena Miriam Hopkinsovou a opět se ocitla v pozici občasného náhradníka. Na Broadwayi zůstala i po dalším vystřídání Miriam Hopkinsové Gladys Georgeovou až do 30. srpna 1943, kdy byla představena Halovi B. Wallisovi, producentovi od filmového studia Warner Bros.

### Hollywoodská hvězda

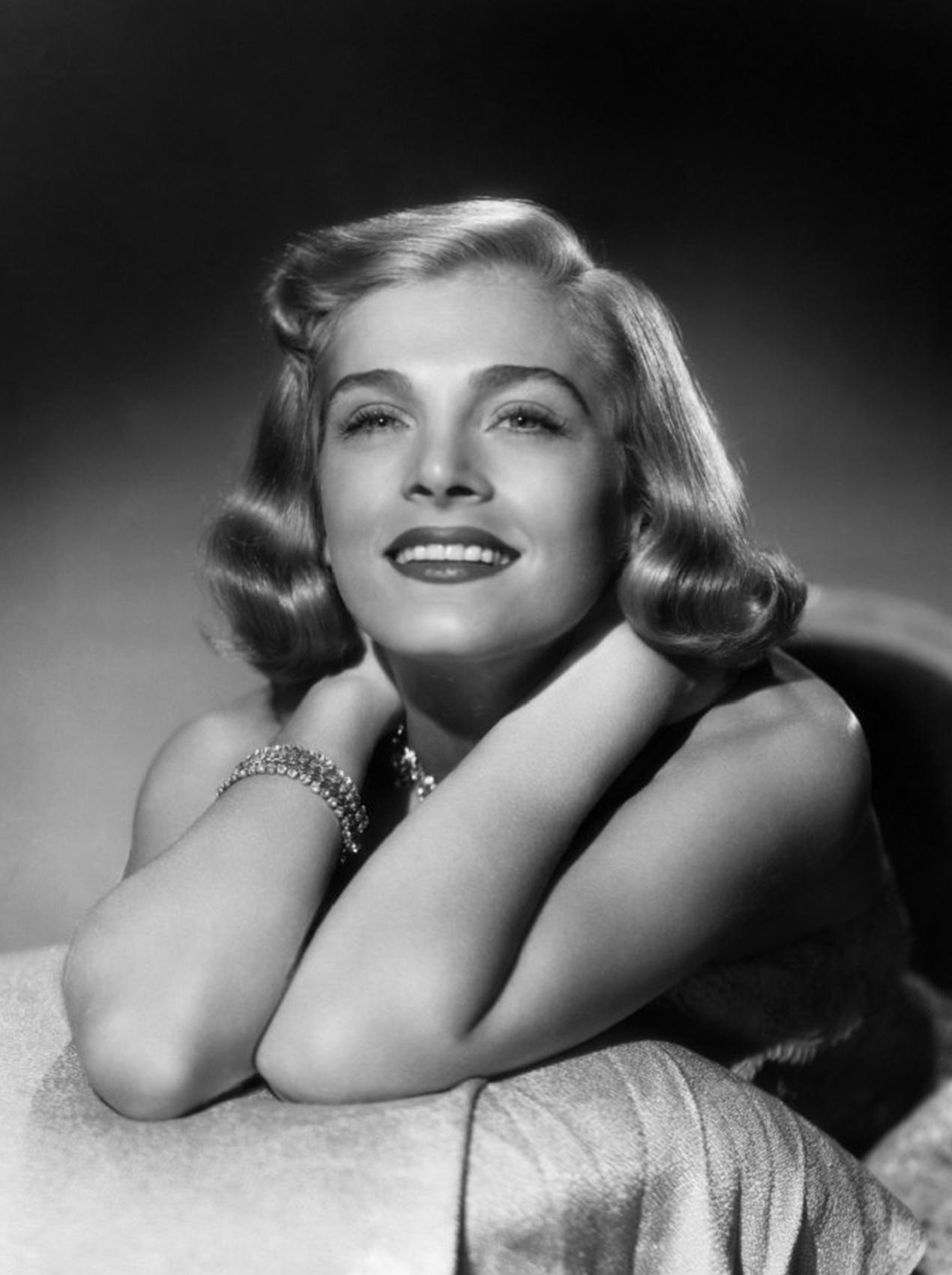
Lizabeth Scott v roce 1949

Brzy na to přijela do Los Angeles a předvedla se na kamerových zkouškách studia Universal Pictures, ale ani na zkouškách u studia International Pictures však neuspěla a obě studia ji odmítla. Nakonec se ukázala i u studia Warner Bros. s jehož hlavním producentem se již setkala a na zkouškách u režiséra Fritze Langa uspěla. I Wallis v ní viděl potenciál a ve věku 22 let ji obsadili do prvního filmu, komediálního dramatu You Came Along (1945). Jejím druhým filmem se stal film-noir Podivná láska Marty Iversové (1946), kde si zahrála i s podstatně slavnější Barbarou Stanwyckovou. Hlavní role měla původně připadnou Liz, ale za těchto podmínek Barbara Stanwycková odmítla hrát. Spor s Wallisem za pomoci svých právníků nakonec vyhrála, ale ten poté pokračoval i po natáčení, jelikož Wallis nechal Liz mnohem více prostoru, než bylo původně ve scénáři.
V červnu 1946 se také vydala na propagační turné po Británii a zpátky se vrátila akorát na natáčení dalšího film-noiru Dead Reckoning (1947). Její role měla původně připadnou pro změnu Ritě Hayworthové, ale z důvodu stále probíhajícího natáčení Dámy ze Šanghaje (1947) si ji studio Columbia Pictures od Warner Bros. vypůjčilo. Ve filmu si zahrála po boku Humphrey Bogarta a brzy po premiéře se stala hojně portrétovanou na nejrůznějších reklamních plakátech, nejčastěji v šatech od Jeana Loiuse, ve kterých se objevila na scéně v nočním klubu.
Jelikož se ve film-noiru Dead Recording osvědčila, studio jí dále obsadilo do dalšího, žánrově velmi podobného snímku Desert Fury (1947), kde se blýskla po boku Burta Lancastera. S ním i s Kirkem Douglasem si následně zahrála v dalším noiru I Walk Alone (1947). Mezi touto trojicí však během natáčení došlo k roztržce a Burt Lancaster s ní po dokončení snímku odmítl jakoukoliv další spolupráci. Film přesto zaznamenal úspěch, a i nyní je považován za žánrovou klasiku.
Do konce 40. let si zahrála ještě ve dvou úspěšných snímcích; Pitfall (1948) a Pozdě na slzy (1949), který je často považována za Lizin nejlepší snímek. Většina jejích ostatních filmů se pozitivních recenzí nedočkala. Dne 25. ledna 1949 také během natáčení The Big Steel zkolabovala a byla nucena přerušit svou kariéru (snímek za ni dotočila Jane Greerová). Zcela se zotavila se až po půl roce a v červenci vrátila na divadelní jeviště hlavní rolí ve hře Anna Lucasta. Většina diváků, kteří čekali velký návrat slavné hvězdy však byla značně zlamaná. Dne 14. září 1949 si také opět změnila jméno na své původní Emma Matzo.

### Pozdější kariéra
Přestože se snažila uniknou dalším podobným femme fatale rolím, další na ni čekaly ve snímcích jako Dark City (1950), The Company She Keeps (1951) či Two of a Kind (1951). Menší změna přišla alespoň s westernem Red Mountain (1951), který však následoval další film-noir The Racket (1951) s další rolí obdobné zpěvačky. Po snímku Stolen Face (1952) byla po několika letech obsazena opět do komedie Scared Stiff (1953), ale většina jejích scén byla nakonec vystřižena. Ani její poslední film pro Paramount, Bad for Each Other (1953), se neobešel beze sporů s představitelem hlavní role Charltonem Hestonem a u pokladen si rovněž nevedl příliš dobře. O osm měsíců později se také rozešla s Wallisem a zůstala herečkou na volné noze.
Přestože se po návštěvě na filmovém festivalu v Cannes rozhodla s filmováním skončit, natočila do konce své kariéry ještě další tři filmy: Zbraň (1957), Loving You (1957) a Podsvětí (1972).
Během 60. let se také objevila v několika epizodách televizních seriálů a v roce 1972 svou hereckou kariéru definitivně ukončila. Nějakou dobu se také držela stranou od veřejnosti a tisku, ale brzy se pustila do práce pro různé charitativní organizace. Stále se však stýkala se spoustou bývalých i stále aktivních přátel z branže. Mezi ně patřil mimo jiné i zpěvák Michael Jackson.
Liz Scottová zemřela 31. ledna 2015 na selhání srdce ve věku 93 let.

## Filmografie (kompletní)

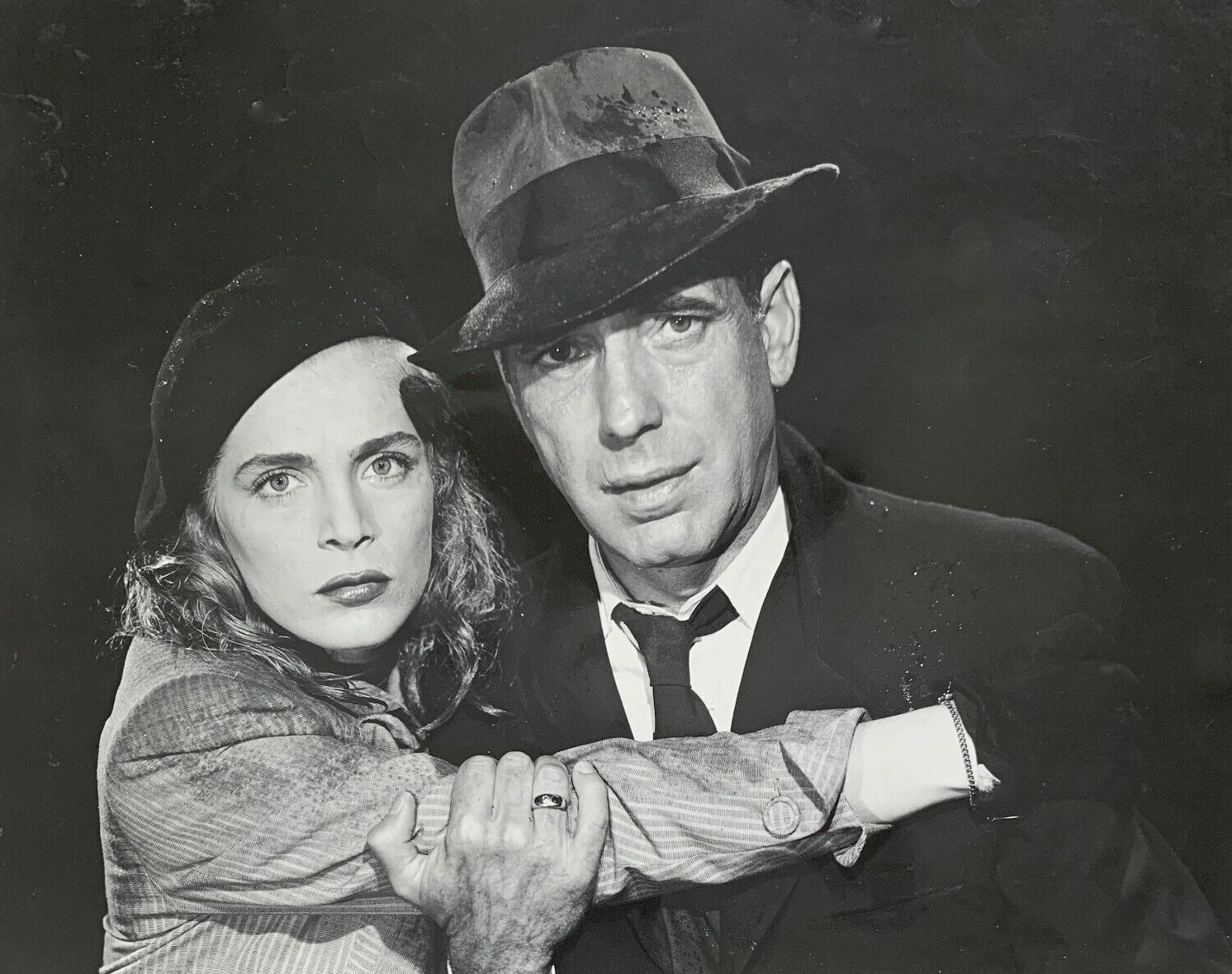
Lizabeth Scott s Humphrey Bogartem ve filmu Dead Recording (1947)

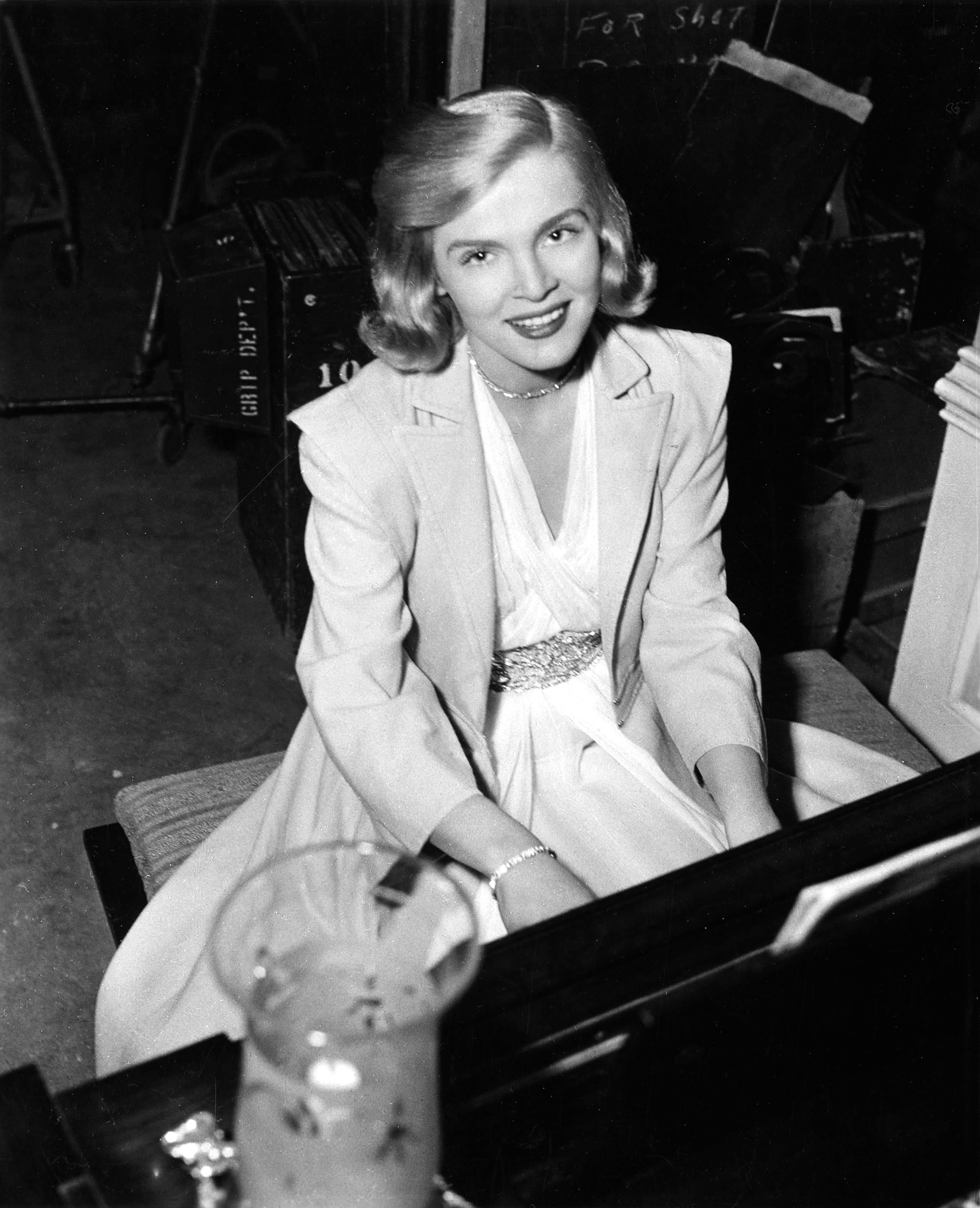
Lizabeth Scott ve filmu Stolen Face (1952)

### Filmy
- 1945 You Came Along (režie John Farrow)
- 1946 Podivná láska Marty Iversové (režie Lewis Milestone)
- 1947 Dead Reckoning (režie John Cromwell)
- 1947 Variety Girl (režie George Marshall)
- 1947 I Walk Alone (režie Byron Haskin)
- 1947 Pitfall (režie André De Toth)
- 1949 Pozdě na slzy (režie Byron Haskin)
- 1949 Easy Living (režie Jacques Tourneur)
- 1950 Paid in Full (režie William Dieterle)
- 1950 Dark City (režie William Dieterle)
- 1951 The Company She Keeps (režie John Cromwell)
- 1951 Two of a Kind (režie Henry Levin)
- 1951 Red Mountain (režie William Dieterle)
- 1951 The Racket (režie John Cromwell, Mel Ferrer, Tay Garnett, Nicholas Ray a Sherman Todd)
- 1952 Stolen Face (režie Terence Fisher)
- 1953 Scared Stiff (režie George Marshall)
- 1953 Bad for Each Other (režie Irving Rapper)
- 1954 Silver Lode (režie Allan Dwan)
- 1956 Zbraň (režie Val Guest a Hal E. Chester)
- 1957 Loving You (režie Hal Kanter)
- 1972 Podsvětí (režie Mike Hodges)

### Seriály
- 1949 Family Theatre (1 epizoda)
- 1952–1953 Lux Video Theatre (2 epizody, režie Howard Loeb a Richard Goode)
- 1955 The Eddie Cantor Comedy Theater (1 epizoda)
- 1955 Studio 57 (1 epizoda, režie Herschel Daugherty)
- 1956 The 20th Century-Fox Hour (1 epizoda, režie Jules Bricken)
- 1956 Jules Bricken (1 epizoda, režie Terence Fisher)
- 1960 Adventures in Paradise (1 epizoda, režie Josef Lejtes)
- 1963 Burke's Law (1 epizoda, režie Jeffrey Hayden)
- 1965 The Third Man (1 epizoda, režie Paul Henrich)